# Menselinsk
Menselinsk (russisch Мензелинск; tatarisch Минзәлә Minzələ) ist eine Stadt in der Republik Tatarstan (Russland) mit 16.476 Einwohnern (Stand 14. Oktober 2010).

## Geografie
Die Stadt liegt etwa 290 km östlich der Republikhauptstadt Kasan am linken Ufer der Menselja unweit seiner ehemaligen Mündung in den Ik, welcher hier seit Ende der 1980er jedoch zusammen mit der Kama den Nischnekamsker Stausee bildet.
Menselinsk ist Verwaltungszentrum des gleichnamigen Rajons.

## Geschichte
Menselinsk entstand 1652–1656 (nach anderen Angaben bereits 1584–1586) als befestigte Siedlung am Fluss Menselja, nach dem sie benannt wurde. Ende des 17. Jahrhunderts war es die bedeutendste Festung im Verlauf der Kamalinie an der damaligen Grenze des Zarentums Russland. Es gibt Hinweise darauf, dass sich hier schon zu Zeiten des Wolgabulgarenreiches (vor dem 12. Jahrhundert) eine Siedlung befand.
1781 erhielt der Ort das Stadtrecht als Verwaltungszentrum eines Kreises (Ujesds) des Gouvernements Ufa.

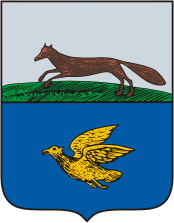
Altes Stadtwappen (1782)

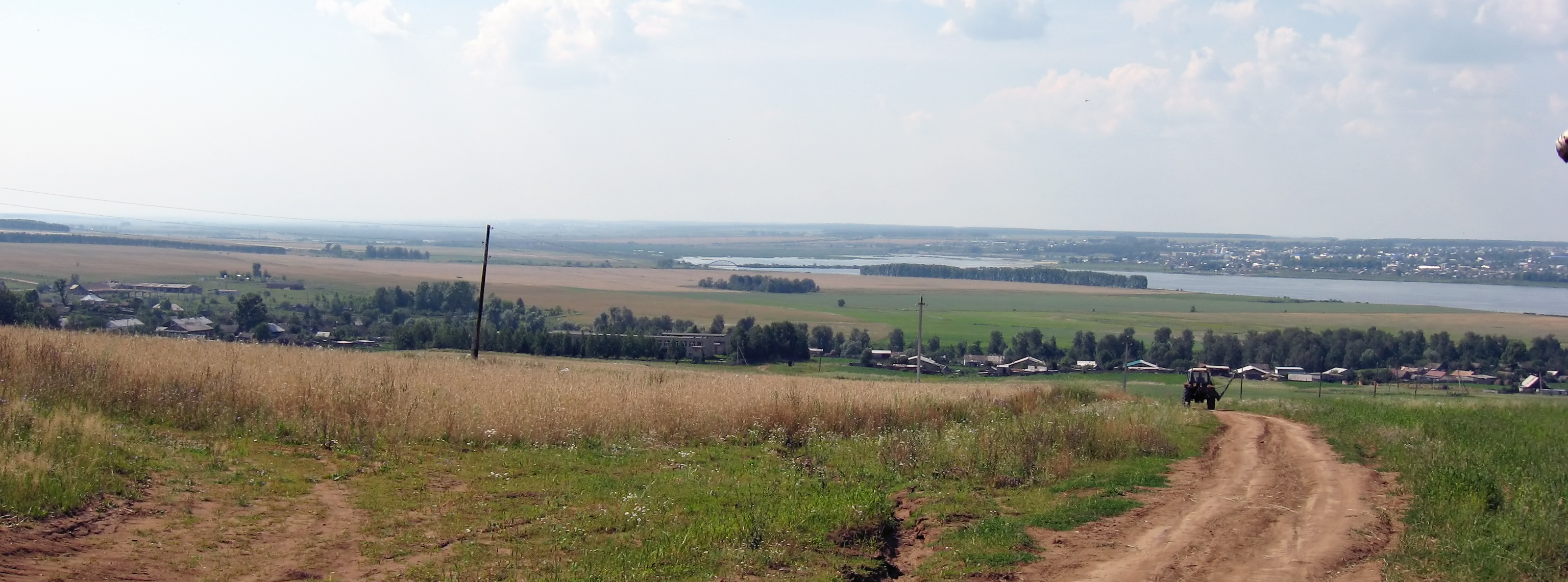
Blick auf Menselinsk über den angestauten Fluss Menselja

| Jahr | Einwohner |
| ---- | --------- |
| 1897 | 7.552     |
| 1926 | 7.545     |
| 1939 | 10.937    |
| 1959 | 11.810    |
| 1970 | 15.868    |
| 1979 | 16.683    |
| 1989 | 15.223    |
| 2002 | 16.730    |
| 2010 | 16.476    |

Anmerkung: Volkszählungsdaten

## Kultur und Sehenswürdigkeiten
In Menselinsk ist eine Reihe von Gebäuden aus dem 19. Jahrhundert sowie eine Moschee von 1910 erhalten.
Hier befinden sich ein Geschichts- und Heimatmuseum sowie ein 1970 eingerichtetes Gedenkmuseum für den tatarischen Dichter Musa Cälil, der hier 1941 weilte.

## Wirtschaft
Die Wirtschaft der Stadt wird von der Lebensmittelindustrie und Holzwirtschaft bestimmt. Die Stadt ist Zentrum eines Landwirtschaftsgebietes.

## Persönlichkeiten
- Hâmit Zübeyir Koşay (1897–1984), türkischer Archäologe
- Lidija Nikolajewna Smirnowa (1915–2007), Schauspielerin
- Rustam Tariko (* 1961), russischer „Oligarch“